# Žofie Bavorská (1105–1145)
Žofie Bavorská († 10. června po 1147) byla vévodkyně ze Zähringenu a poté štýrská markraběnka z dynastie Welfů.

## Život
Narodila se jako jedna ze čtyř dcer bavorského vévody Jindřicha IX. Poprvé byla provdána za Bertolda ze Zähringenu, který byl roku 1122 zavražděn. Krátce poté se provdala za štýrského markraběte Leopolda I. Leopold zemřel na podzim 1129, krátce po založení kláštera Rein, v jehož výstavbě pak pokračovala ovdovělá Žofie. Jediný syn Otakar byl teprve čtyřletý, jeho poručníky se stali strýc Bernard z Trixenu a matka Žofie až do doby, kdy v letech 1139/1140 dosáhl zletilosti. Žofie pak strávila závěr života v klášterním ústraní v Admontu.